# Igloolik Island
Igloolik Island är en ö i Kanada.   Den ligger i territoriet Nunavut, i den nordöstra delen av landet, 2 700 km norr om huvudstaden Ottawa. Arean är 104 kvadratkilometer.
Terrängen på Igloolik Island är mycket platt. Öns högsta punkt är 55 meter över havet. Den sträcker sig 10,0 kilometer i nord-sydlig riktning, och 18,4 kilometer i öst-västlig riktning.
Trakten runt Igloolik Island består i huvudsak av gräsmarker. Runt Igloolik Island är det glesbefolkat, med 15 invånare per kvadratkilometer.